# Sherrod Brown
Sherrod Campbell Brown (Mansfield, 9 novembre 1952) è un politico e attivista statunitense, senatore per lo stato dell'Ohio dal 2007 al 2025 ed in precedenza membro della Camera dei Rappresentanti per lo stesso stato dal 1993 al 2007. Ancor prima, Brown ha servito come Segretario di Stato dell'Ohio dal 1983 al 1991.

## Biografia
Membro del Partito Democratico, ha rappresentato lo stato dell'Ohio al Senato.
Si è schierato contro il conflitto in Iraq ed è un sostenitore dei diritti LGBT. La sua attuale moglie, Connie Schultz, ha vinto il Premio Pulitzer.
Il 30 novembre 2010 ha inoltre contribuito al progetto It Gets Better del Senato.
Alle elezioni parlamentari del 5 novembre 2024 perde contro il repubblicano Bernie Moreno, lasciando il Senato dopo 18 anni.